# Керкевіль
Керкеві́ль (фр. Querqueville) — колишній муніципалітет у Франції, у регіоні Нормандія, департамент Манш. Населення — 5136 осіб (2011).
Муніципалітет був розташований на відстані близько 310 км на захід від Парижа, 110 км на північний захід від Кана, 75 км на північний захід від Сен-Ло.

## Історія
До 2015 року муніципалітет перебував у складі регіону Нижня Нормандія. Від 1 січня 2016 року належав до нового об'єднаного регіону Нормандія.
1 січня 2016 року Керкевіль, Шербур-Октевіль, Екердревіль-Енневіль, Ла-Гласері i Турлавіль було об'єднано в новий муніципалітет Шербур-ан-Котантен.

## Демографія
Динаміка населення (Ehess і INSEE ):
Розподіл населення за віком та статтю (2006):
| Стать | Всього | До 15 років | 15-24 | 25-44 | 45-64 | 65-85 | Понад 85 |
| --- | ------ | ----------- | ----- | ----- | ----- | ----- | -------- |
| Чоловіки | 2772   | 528         | 472   | 876   | 600   | 276   | 20       |
| Жінки | 2761   | 596         | 404   | 769   | 624   | 336   | 32       |
| \| Статево-вікова піраміда \| Статево-вікова піраміда \| Статево-вікова піраміда \| \| ----------------------- \| ----------------------- \| ----------------------- \| \| Чоловіки \| Вік \| Жінки \| \| 20 \| 85 + \| 32 \| \| 16 \| 80-84 \| 64 \| \| 76 \| 75-79 \| 76 \| \| 80 \| 70-74 \| 112 \| \| 104 \| 65-69 \| 84 \| \| 104 \| 60-64 \| 84 \| \| 152 \| 55-59 \| 176 \| \| 144 \| 50-54 \| 160 \| \| 200 \| 45-49 \| 204 \| \| 236 \| 40-44 \| 244 \| \| 232 \| 35-39 \| 177 \| \| 224 \| 30-34 \| 224 \| \| 184 \| 25-29 \| 124 \| \| 240 \| 20-24 \| 208 \| \| 232 \| 15-20 \| 196 \| \| 164 \| 10-14 \| 220 \| \| 196 \| 5-9 \| 212 \| \| 168 \| 0-4 \| 164 \| |        |             |       |       |       |       |          |
| Статево-вікова піраміда |        |             |       |       |       |       |          |
| Чоловіки | Вік    | Жінки       |       |       |       |       |          |
| 20 | 85 +   | 32          |       |       |       |       |          |
| 16 | 80-84  | 64          |       |       |       |       |          |
| 76 | 75-79  | 76          |       |       |       |       |          |
| 80 | 70-74  | 112         |       |       |       |       |          |
| 104 | 65-69  | 84          |       |       |       |       |          |
| 104 | 60-64  | 84          |       |       |       |       |          |
| 152 | 55-59  | 176         |       |       |       |       |          |
| 144 | 50-54  | 160         |       |       |       |       |          |
| 200 | 45-49  | 204         |       |       |       |       |          |
| 236 | 40-44  | 244         |       |       |       |       |          |
| 232 | 35-39  | 177         |       |       |       |       |          |
| 224 | 30-34  | 224         |       |       |       |       |          |
| 184 | 25-29  | 124         |       |       |       |       |          |
| 240 | 20-24  | 208         |       |       |       |       |          |
| 232 | 15-20  | 196         |       |       |       |       |          |
| 164 | 10-14  | 220         |       |       |       |       |          |
| 196 | 5-9    | 212         |       |       |       |       |          |
| 168 | 0-4    | 164         |       |       |       |       |          |

## Економіка
2010 року серед 3478 осіб працездатного віку (15—64 років) 2588 були активними, 890 — неактивними (показник активності 74,4%, у 1999 році було 61,9%). З 2588 активних мешканців працювало 2337 осіб (1288 чоловіків та 1049 жінок), безробітними було 251 (107 чоловіків та 144 жінки). Серед 890 неактивних 324 особи були учнями чи студентами, 309 — пенсіонерами, 257 були неактивними з інших причин.

У 2010 році в муніципалітеті числилось 1811 оподаткованих домогосподарств, у яких проживали 4863,0 особи, медіана доходів виносила 18 857,5 євро на одного особоспоживача